# Finn Mac Cool
Finn Mac Cool keltski je junak irskoga podrijetla. Postao je vođa Fenijanaca, moćnih ratnika koji su štitili irskoga kralja od osvajača. Svoju veliku mudrost stekao je čarolijom. Njegova ljubomora može biti strašna.

## Finnovo rođenje
Finn je sin vođe Fenijanaca Cumala i mlade žene imenom Hurna. Cumal je iz ljubavi oteo Hurnu, ali se njezina obitelj osjetila uvrijeđenom i odlučila ga ubiti. Hurna stoga zamoli druide da potajno odgoje njezino dijete.

## Čarobni losos
Jedan od tih druida, imenom Finegas, godinama je sanjao da ulovi čarobnog lososa koji daje mudrost. Jednoga dana doista je to i uspio. "Ispeci ga!" zapovjedi Finnu. "Ali ne smiješ pojesti ni mrvicu te ribe." Finn posluša, ali, okrećući ribu na vatri, opeče si prst. Poliže ranu na kojoj je ostao i komadić lososove kože. I tako je, nehotice, dobio svu mudrost koju čarobni losos daje.

## Finnova ljubomora
Finn postane hrabar ratnik i naslijedi svog oca na mjestu vođe Fenijanaca. U dobi kada je već gotovo bio starac, odluči oženiti mlađahnu princezu Grainne. Grainne odbije njegovu bračnu ponudu i pobjegne s mladim Diarmaidom. Finn i Fenijanci dugo su progonili zaljubljeni par. Jednoga dana, Diarmaid je ranjen u lovu na vepra. Mogao ga je spasiti samo Finn svojim čudotvornim moćima, ako mu u rukama donese vodu. Finn ode potražiti vodu, ali ga, u trenutku kad ju je trebao dati Diarmaidu, obuzme silna ljubomora. Pusti, dakle, da voda iscuri na zemlju, a Diarmaid ispusti dušu.